# Petar Škundrić
Petar Škundrić, cyr. Петар Шкундрић (ur. 21 lutego 1947 w Gračacu) – serbski inżynier, nauczyciel akademicki, działacz komunistyczny i polityk, profesor, w latach 2008–2011 minister energii i górnictwa.

## Życiorys
Z wykształcenia inżynier, ukończył studia technologiczno-metalurgiczne na Uniwersytecie w Belgradzie. Na tej samej uczelni uzyskał magisterium i doktorat. Podjął pracę na macierzystym uniwersytecie, dochodząc do stanowiska profesora. Został również wykładowcą Petersburskiego Państwowego Instytutu Technologicznego.
Od czasu szkoły średniej należał do Związku Komunistów Jugosławii. Był m.in. sekretarzem prezydium partii i przewodniczącym jej ostatniego kongresu. W 1990 należał do założycieli postkomunistycznej Socjalistycznej Partii Serbii, był pierwszym sekretarzem generalnym tego ugrupowania. W 1992 ustąpił z funkcji partyjnych. Do aktywności politycznej powrócił po kilkunastu latach. W 2006 ubiegał się o przywództwo w SPS, prezesem partii został jednak wówczas Ivica Dačić. Zasiadał również w parlamencie Serbii i Czarnogóry.
W lipcu 2008 został ministrem energii i górnictwa w rządzie Mirka Cvetkovicia. Urząd ten sprawował do marca 2011. W 2010 objął funkcję prezesa klubu sportowego SD Crvena zvezda w Belgradzie.